# Cedusa zaxoza
Cedusa zaxoza är en insektsart som beskrevs av Kramer 1986. Cedusa zaxoza ingår i släktet Cedusa och familjen Derbidae. Inga underarter finns listade i Catalogue of Life.